# Алвин и веверице 3: Урнебесни бродолом
Алвин и веверице 3: Урнебесни бродолом (енгл. Alvin and the Chipmunks: Chipwrecked) је амерички акциони / компјутерски анимирана музичко-породична-комедија-авантуристички филм из 2011. године у режији Мајка Мичела и корежији Мигела Роса. То је трећи филм са Алвином и веверицама у главној улози након филма Алвин и веверице 2 из 2009.. Главне улоге у филму чине Џејсон Ли, Дејвид Крос и Џени Слејт. Џастин Лонг, Метју Греј Гублер, Џеси Макартни, Ејми Полер, Ана Фарис и Кристина Еплгејт се враћа као Чипмункс и Чипети. Овај филм је дистрибуирало предузеће 20th Century Fox и продуковали Fox 2000 Pictures, Regency Enterprises и Bagdasarian Company. Филм је објављен 16. децембра 2011. године и зарадио је 343 милиона долара уз буџет од 80 милиона долара, уз још горе критике од претходних филмова. Четврти филм, Алвин и веверице: Велика авантура, објављен је 18. децембра 2015.

## Радња
Три познате – музички талентоване – веверице: Алвин, Теодор и Сајмон и њихови другари из бенда „Чипети” отишли су чамцем на концерт, претварајући брод у своје игралиште. Међутим, убрзо након одласка долази до бродолома који их избацује на пусто острво далеко од сваке обале. Док покушавају да се врате кући, схватиће да острво није тако пусто како им се чинило.
После прве две авантуре Алвина, Теодора и Сајмона, три живахне веверице које постају музичке звезде, стиже нова авантура познатог трија лудих веверица. Овог пута, њихов авантуристички дух одвешће их у узбудљиве егзотичне пределе.
Алвин и веверице одушевљавају публику широм света скоро 50 година. Ове модерне поп звезде прекривене крзном настале су у машти једног музичара пре више од 50 година. Године 1958, Рос Багдасаријан старији је био музичар и текстописац који није имао среће на послу, са породицом коју је требало хранити. Потписао је уговор са кућом „Либерти рекордс” која је пропадала и хит је био преко потребан. Багдасаријан старији је испразнио породични банковни рачун и купио врхунски касетофон, а затим сео и покушао да одлучи шта да ради са њим. Осврћући се око свог стола, видео је примерак књиге под називом Дуел са чаробњаком. То је била инспирација за велики хит „Доктор”.
Багдасаријан је користио једноставну технику за глас чаробњака. Успорио је снимање и дубоким гласом снимио стихове, а затим га репродуковао нормалном брзином. Ова техника је дефинисала јединствене гласове Алвина, Сајмона и Теодора. Багдасаријану се допао глас који је створио за „Чаробњака“, али је желео да уради нешто ново са њим, да му да личност, само није знао како. Једног дана, док се возио кроз Национални парк Јосемити, веверица је истрчала испред његовог аутомобила, стала на путу, подигла се на задње ноге и као да га је изазвала да прође. Остало је историја... Та мала веверица је био Алвин.
Багдасаријан је стекао два пријатеља за несташног Алвина: Сајмона, практичног интелектуалца, и љупког Теодора. Заједно су били Алвин и веверице. Тада је Багдасаријан узео псеудоним Дејвид Севиља. Након првих радијских емисија и достизања позиције до тада најпродаванијег сингла, Веверице су дебитовале на телевизији – као лутке са Дејвом Севиљом (Багдасаријаном) – у емисији „Шоу Еда Саливана“. Опет је успех био неизбежан. Људи их се нису могли заситити. За три кратке године, веверице су продале 16 милиона плоча, освојиле неколико награда и појавиле се као ликови у ТВ серији. Прва два анимирана филма о Алвину и веверицама појавила су се 2007. и 2009. године, а луцкасте веверице имају своју видео игрицу.

## Улоге
- Џејсон Ли као Дејвид „Дејв” Севиља
- Дејвид Крос као Ијан Хук
- Џени Слејт као Зои
- Џастин Лонг као Алвин Севиља (глас)
  - Рос Багдасаријан млађи као Алвин Севиља (певачки глас)
- Метју Греј Гублер као Сајмон Севиља (глас)
  - Стив Вининг као Сајмон Севиља (певачки глас)
- Алан Тјудик као „Симона”, Симонов авантуристички француски алтер его након што га је ујео паук који му даје амнезију. (глас)
- Џеси Макартни као Теодор Севиља (глас)
  - Џенис Карман као Теодор Севиља и Чипети (певачки глас)
- Кристина Еплгејт као Британи (глас)
  - Џенис Карман као Британи (певачки глас)
- Ана Фарис као Жанет (глас)
  - Џенис Карман као Џинет (певачки глас)
- Ејми Полер као Еленор (глас)
  - Џенис Карман као Еленор (певачки глас)
- Енди Бакли као капетан Корели
- Туцкер Албриззи као Ките Кид
- Филис Смит као стјуардеса